# Nationalparks in Madagaskar

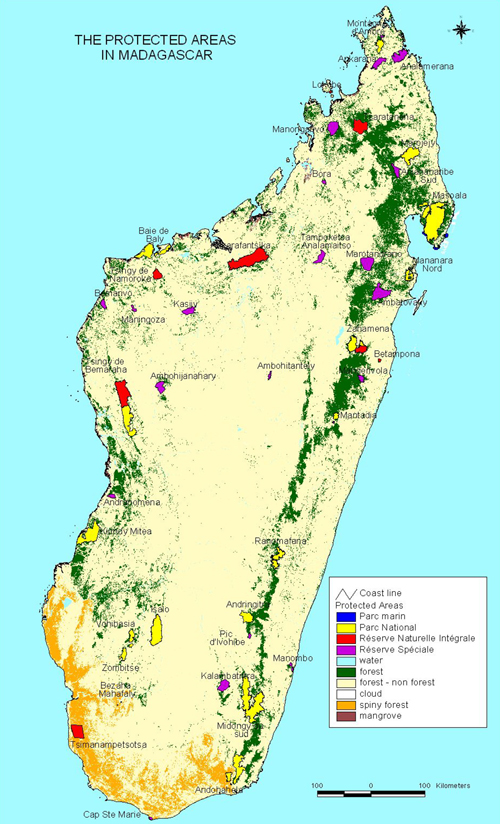
Karte der Schutzgebiete

Die heute bestehenden 47 offiziellen Naturparks, die von der madagassischen ANGAP (l'Association Nationale pour la Gestion des Aires Protégées) verwaltet werden, sind in folgende Kategorien unterteilt:
- Nationalparks = Parc National (PN);
- Integrale Schutzgebiete = Réserve Naturelle Intégrale (RNI);
- Naturreservate = Réserve Spéciale (RS);
- Meeresschutzgebiete = Park Nationale Marine
- Neue Kategorien von Schutzgebieten  die in der Durban Initiative vereinbart wurde umfassen Wiederaufforstungsgebiete, geschützte Waldgebiete und sogenannte allgemeine Schutzgebiete. Daneben gibt es noch einige Meeresreservate.

## Nationalparks (PN)
- Andohahela
- Andringitra
- Ankarafantsika
- Ankarana
- Baie de Baly
- Tsingy de Bemaraha (Süd)
- Isalo
- Kirindy-Mitea
- Nationalpark Mananara Nord
- Mantadia Andasibe
- Marojejy
- Masoala
- Montagne d'Ambre
- Midongy du Sud
- Namoroka
- Ranomafana
- Tsimanampetsotsa
- Zahamena
- Zombitse  Vohibasia

## Réserves Naturelles Intégrales (RNI)
Nationalparks mit besonderem Schutzstatus:
- Bemaraha (Nord)
- Betampona
- Lokobe
- Namoroka
- Tsaratanana
- Zahamena

## Naturreservate
- Ambatovaky
- Ambohijanahary
- Ambohitantely
- Analamerana
- Andasibe Analamazaotra
- Andranomena
- Anjanaharibe Sud
- Bemarivo
- Beza Mahafaly
- Bora
- Cap Sainte Marie
- Ivohibe
- Kalambatritra
- Naturreservat Kasijy
- Mangerivola
- Maningoza
- Manombo
- Manongarivo
- Marotandrano
- Forêt d’Ambre
- Tampoketsa

## Meeresschutzgebiete
- Nationalpark Mananara Nord
- Nationalpark Sahamalaza